# Abbé Moigno

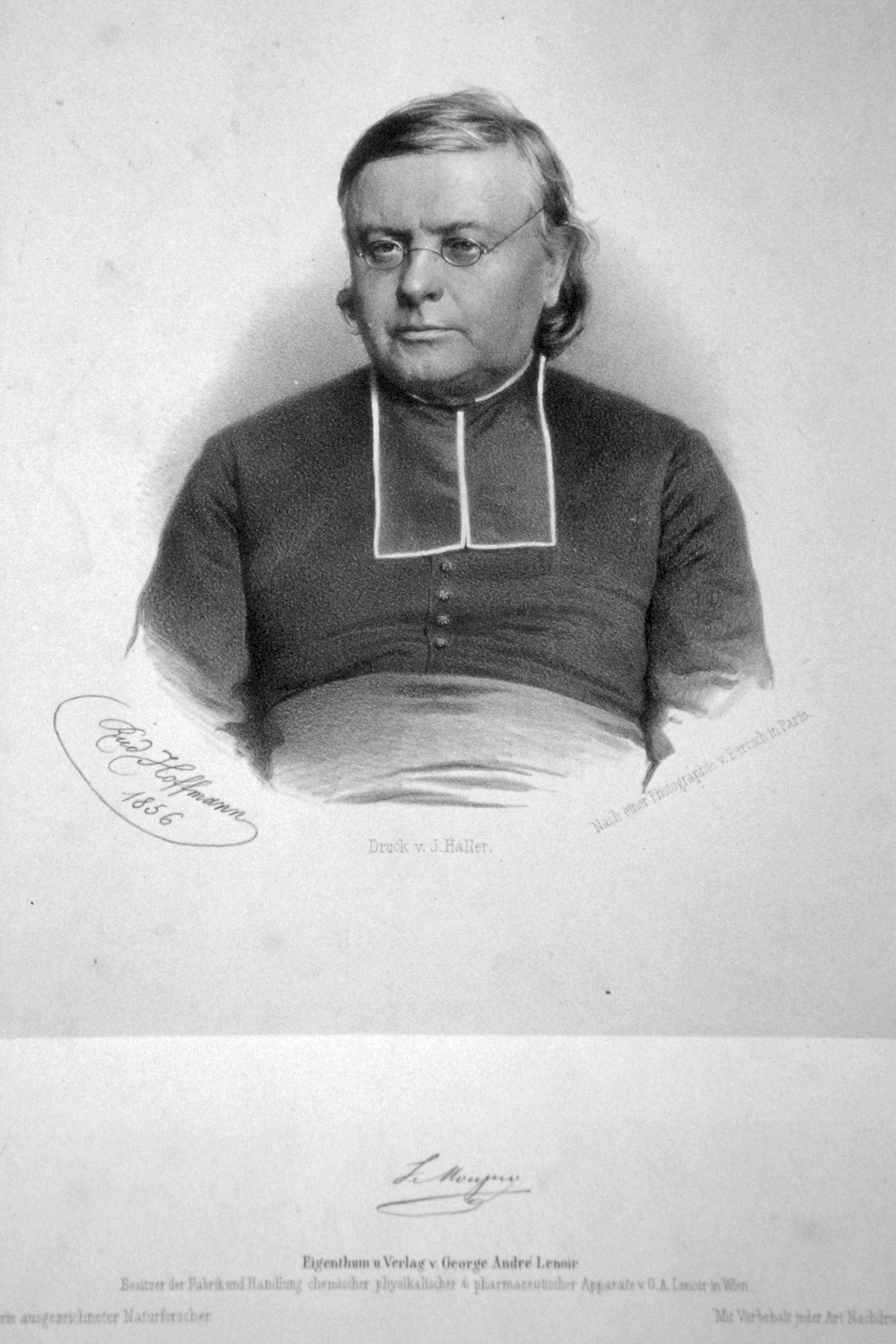
Abbé Moigno.

François Napoléon Marie Moigno, känd som abbé Moigno, född den 15 april 1804 i Guémené (Morbihan), död den 14 juli 1884 i Paris, var en fransk skriftställare och matematiker. 
Moigno, som tillhörde en förnäm bretagnisk släkt, var en tid medlem av jesuitorden. Han erhöll 1848 en befattning vid Collège Saint Louis i Paris och blev 1873 kanik vid kapitlet i Saint Denis. Moigno utövade en mångsidig och betydande litterär verksamhet. Han var medarbetare i "L'époque", "La presse" och "Le pays" samt utgav från 1852 den populärvetenskapliga tidskriften "Cosmos" ("Les mondes"), där han själv författade ett stort antal artiklar. Bland Moignos många matematiska arbeten kan nämnas det som lärobok mycket använda Leçons de calcul différentiel et de calcul integral (1840–44) och Répertoire d'optique moderne (1847–50).